# Mega Man II (Game Boy)
Mega Man II, conocido como Rockman World 2 (ロックマンワールド3 Rokkuman Wārudo 2?) en Japón, es un videojuego de acción y plataformas de Capcom publicado para Game Boy entre 1991 y 1992. Es el segundo título de la serie realizado para esa videoconsola portátil.

## Modo de Juego
Como su predecesor, Mega Man: Dr. Wily's Revenge, Mega Man II reutiliza contenidos de los juegos de NES, incluyendo gráficos y la conformación de los Niveles. Los primeros cuatro Robot Master son provenientes de Mega Man 2, los cuales no fueron incluidos en la primera entrega; mientras los 4 siguientes son traídos desde Mega Man 3. Este juego incluye varios de los elementos que introdujo Mega Man 3 a la saga clásica. Mega Man es capaz de usar la Barrida. Rush asimismo viene incluido con sus adaptadores que le permiten transformarse en submarinos, trampolines y propulsores.

## Historia

### Manual europeo y norteamericano

#### ¡La Trampa del Tiempo!
"¡Light para Mega Man! ¡Light para Mega Man! ¡¡¡Adelante Mega Man!!!"
"El Dr. Wily ha irrumpido en el Instituto Chronos y ha robado la experimental Espumadera del Tiempo. Intentamos atraparle con el radar, pero simplemente se desvaneció. Mis cálculos dicen que saltó 37.426 años en el futuro. No tengo ni idea de lo que planea hacer. ¡pero puedes estar seguro que le atraparán!"
"¡Mientras tanto, Rush ha olfateado unos cuantos Robots de Wily vigilando un pasaje subterráneo. Ve para allá y compruébalo. Y recuerda ¡ten cuidado allí abajo!"
"¡Márchate!"

#### ¡Es Tiempo de Quint!
¡El demente Dr. Wily otra vez! En esta oportunidad él robo la experimental Espumadera del Tiempo (Time Skimmer) y escapó hacia el futuro. ¡Pero espera! ¡Cuatro de sus poderosos ciborgs han sido dejados para destruir al poderoso Mega Man!
Es tiempo de que la esencia de Mega Man y Rush haga aplastar oleadas de maníacos monstruos mecánicos hasta llegar al escondite subterráneo del Dr. Wily. ¡Una vez allí deberemos encarar a Quint, el feroz enemigo que viene del futuro!
- 9 Excitantes niveles
- Rush, el perro robot, se une al combate
- Para un solo jugador.

### Manual japonés

#### Rockman W2: Contexto
"En Rockman World 1, Dr. Wily fue derrotado por Rockman. Aún de su chocante derrota, él está listo para planear su siguiente movimiento cuando de pronto le llegó una idea. Si él puede poner sus manos en la máquina del tiempo que está a punto de ser desarrollada en el laboratorio de investigación del espacio-tiempo, él puede a lo mucho ser capaz de alterar el pasado. ¡Si! Si el Dr. Wily puede regresar al pasado antes de que empezará su primera rebelión, volvería al tiempo cuando Rockman era solo un robot doméstico, y lanzando un ataque sorpresa usando sus poderosas fuerzas robóticas, ¡Entonces no habría oportunidad de perder!"
"Varios meses después, Dr. Wily fue sorprendido robando la máquina del tiempo del laboratorio de investigación del espacio-tiempo. Él buscaba inmediatamente lograr el viaje a través del tiempo, pero tuvo una falla de emergencia que pospusieron sus planes cuando descubrió que la máquina del tiempo poseía una seria falla."
"Mientras tanto, Dr. Right se ha dirigido al laboratorio del espacio-tiempo a investigar. Con la ayuda del super sentido del olfato de Rush, él fue capaz de deducir que no era otro que el Dr. Wily quien estaba detrás del robo. Teniendo un mal presentimiento acerca del incidente, Dr. Right llamó rápidamente a Rockman y Rush para buscar sobre la ubicación del Dr. Wily."
"Mucho antes el Dr. Wily logra finalmente manejar y modificar la máquina del tiempo. Sin embargo, la máquina del tiempo puede ahora viajar hacia el futuro y regresar, mas no ir al pasado. Dr. Wily cambia sus planes y decide inmediatamente espiar en el futuro de Rockman. él halla que en el futuro Rockman fue regresado a ser un pacífico robot doméstico. Reconociendo esta oportunidad, Dr. Wily conspiró con su yo del futuro para hacer que Rockman recupere sus funciones de batalla y alterarlo para que peleé contra el Rockman del presente. De regreso en el presente, Rockman y Rush finalmente ha llado La Fortaleza de Wily, moviéndose hacia abajo hasta los poderosos enemigos robots en su camino. Pero Rockman no sabe que muy pronto enfrentará a su propio futuro..."

#### El Jefe del Misterio, Quint
"El Jefe del Misterio"
Quint
"El misterioso jefe "Quint" quien hábilmente opera el robot taladro que puede pulverizar las rocas. ¿Quién en La Tierra es este sujeto? Si es derrotado, ¡alguien puede obtener una muy importante arma!"
"¡¡Un encuentro con Quint de seguro es toda una batalla decisiva!!"

## Personajes
- Mega Man: Protagonista. Ahora tiene la misión de hallar a Wily quien ha vuelto a la vida criminal.

- Rush: Robot de Soporte y compañero de Mega Man. Todos sus adaptadores cayeron en poder de los Robot Master y ahora es necesario recuperarlos.

- Dr. Wily: El villano que ambiciona la conquista del mundo. Para ello ha tomado La Espumadera del Tiempo, para hacer enfrentar a Mega Man contra su propio futuro.

- Quint: El nuevo y misterioso Jefe Robot de Wily. Maniobra hábilmente el dispositivo Sakugarne.

## Curiosidades
- Crash Man es erróneamente llamado "Clash Man" en este juego, debido a que en Japón la "L" y la "R" tienen un sonido y transliteración similar, por lo cual algunas veces se cometen cambios de traducción, como igualmente sucedió en el caso del Dr. Light llamándolo originalmente Dr. Right.

- El último nivel tiene relojes fundidos en el fondo, inspirados por la obra del pintor Salvador Dalí.

- Es el único Mega Man de Game Boy donde aparece Rush Marine.

- El fin del Juego presenta varias inconsistencias a diferencia de otros juegos de La Saga Clásica.
  - El Dr. Wily al final del juego, no pide disculpas.
  - Mega Man termina el juego haciendo su pose de victoria, pero al mismo tiempo es rodeado de energía como si fuera a recibir alguna Arma Especial.
  - Susodicha arma, se ha supuesto que fuese el Unnamed Missile, uno de los mecanismos de La Wily Máquina World Número 2.
  - Durante los créditos, muchos nombres de los enemigos son erróneos, como el caso de Wanaan, que es llamado Wanaaan. Además de que ciertos enemigos no aparecen.

- Al igual que su antecesor, el juego posee una pista extra que sería originalmente la Despedida del juego pero jamás fue utilizada.

- En el manual en español, se cometen varios errores de traducción con los nombres. Por ejemplo, el nombre del Dr. Light es traducido a Dr. Luz; los Robot Master son llamados Robot Maestros en el Manual.